# Взморник
Взмо́рник, или Зосте́ра, или Морска́я трава́ (лат. Zostéra) — род многолетних морских трав семейства Взморниковые.

## Ботаническое описание
Большинство видов — многолетние растения со сплюснутым ползучим корневищем, укореняющимся в узлах. Корневища обычно моноподиальные, неодревесневающие.
Стебли сплюснутые, ветвистые, с двурядно расположенными узкими листьями. Листья длинные, ярко-зелёного цвета, около 1 см в ширину.
Цветки голые, однополые, в колосьях; мужской цветок с одной тычинкой, женский — с одним пестиком.
Плоды полые и могут плавать.

## Распространение и среда обитания
Обитают большей частью на мелководьях или на глубине 1—4 м (редко 10 м и более), преимущественно на мягком песчаном или илистом дне в спокойных водах бухт и заливов. Взморник встречается на песчаных субстратах или в устьях рек, бывает полностью погружён в воду или частично на плаву. Подводные луга, нередко образуемые растением, служат «пастбищем» для морских животных и рыб, а также для перелётных водоплавающих птиц.

## Хозяйственное значение и применение
Высушенные листья взморника морского (Zostera marina), в меньшей степени других видов, используются (под названием «морская трава», «камка») для набивки матрацев и мебели, как упаковочный материал, иногда как удобрение, утеплитель, подстилка для домашних животных и для изготовления стройматериалов.
Выносимые в больших количествах на берег листья и побеги взморника можно использовать как ценное удобрение для полей.

## Виды
Род включает 15 видов:
- Zostera angustifolia (Hornem.) Rchb. (1845) — Взморник узколистный
- Zostera asiatica Miki (1932) — Взморник азиатский
- Zostera caespitosa Miki (1932) — Взморник дернистый
- Zostera capensis Setch. (1933)
- Zostera capricorni Asch. (1876)
- Zostera caulescens Miki (1932) — Взморник стеблеобразующий
- Zostera japonica Asch. & Graebn. (1907) — Взморник японский
- Zostera marina L. (1753) — Взморник морской
- Zostera mucronata Hartog (1970)
- Zostera muelleri Irmisch ex Asch. (1867)
- Zostera nigricaulis (J.Kuo) S.W.L.Jacobs & Les (2009)
- Zostera noltei Hornem. (1832) — Взморник малый, или Взморник Нольта
- Zostera novazelandica Setch. (1933)
- Zostera polychlamys (J.Kuo) S.W.L.Jacobs & Les (2009)
- Zostera tasmanica M.Martens ex Asch. (1867)